# 松本治
松本 治（まつもと おさむ、1957年2月25日 - ）は、日本のトロンボーン奏者、作曲家、編曲家。

## 経歴
大阪府出身。1969年、父親の転勤に伴い鳥取県に転居。1971年、吹奏楽部に入部し、トロンボーンを始める。1975年、武蔵野音楽大学入学（1978年退学）。
1978年以降3年にわたって、森敏男とブルーコーツ・オーケストラ、原信夫とシャープス&フラッツ、高橋達也と東京ユニオン・オーケストラなどのビッグバンドに参加する。
以降フリーランスとして、坂田明セクステット、仙波清彦のグループ・はにわオールスターズ、今堀恒雄のグループ・ティポグラフィカ、芳垣安洋のグループ・VINCENT ATMICUSなどに参加。東京ポップスオーケストラ・渋谷オーケストラ、自己のグループTrigonometria、Horny Funk Gang等での演奏活動の他に、自由劇場の演劇作品に音楽提供するなど、ジャズ、ポップスを問わず作曲編曲活動を行う。
山下洋輔スペシャルビッグバンドの一員として、横浜DeNAベイスターズ応援曲「熱き星たちよ」のジャズ・バージョン「ベイスターズ・ジャンプ」をビッグバンドアレンジの上、レコーディングに参加したり、2005年に東京オペラシティ・タケミツ・メモリアルで山下が上演した「ジャズマン忠臣蔵」のアレンジおよび指揮を務めるなどしている。2012年にサントリーホールで山下洋輔スペシャル・ビッグバンドで行ったコンサートで、アレンジに関して初めての高い評価を新聞紙上で受ける。
1994年から洗足学園音楽大学ジャズ・コース講師として教鞭をとる。
ディスコグラフィー（個人名義のみ）
- 和風（2002年）
- 蒼き空に身悶えて（2005年）